# エクスパット

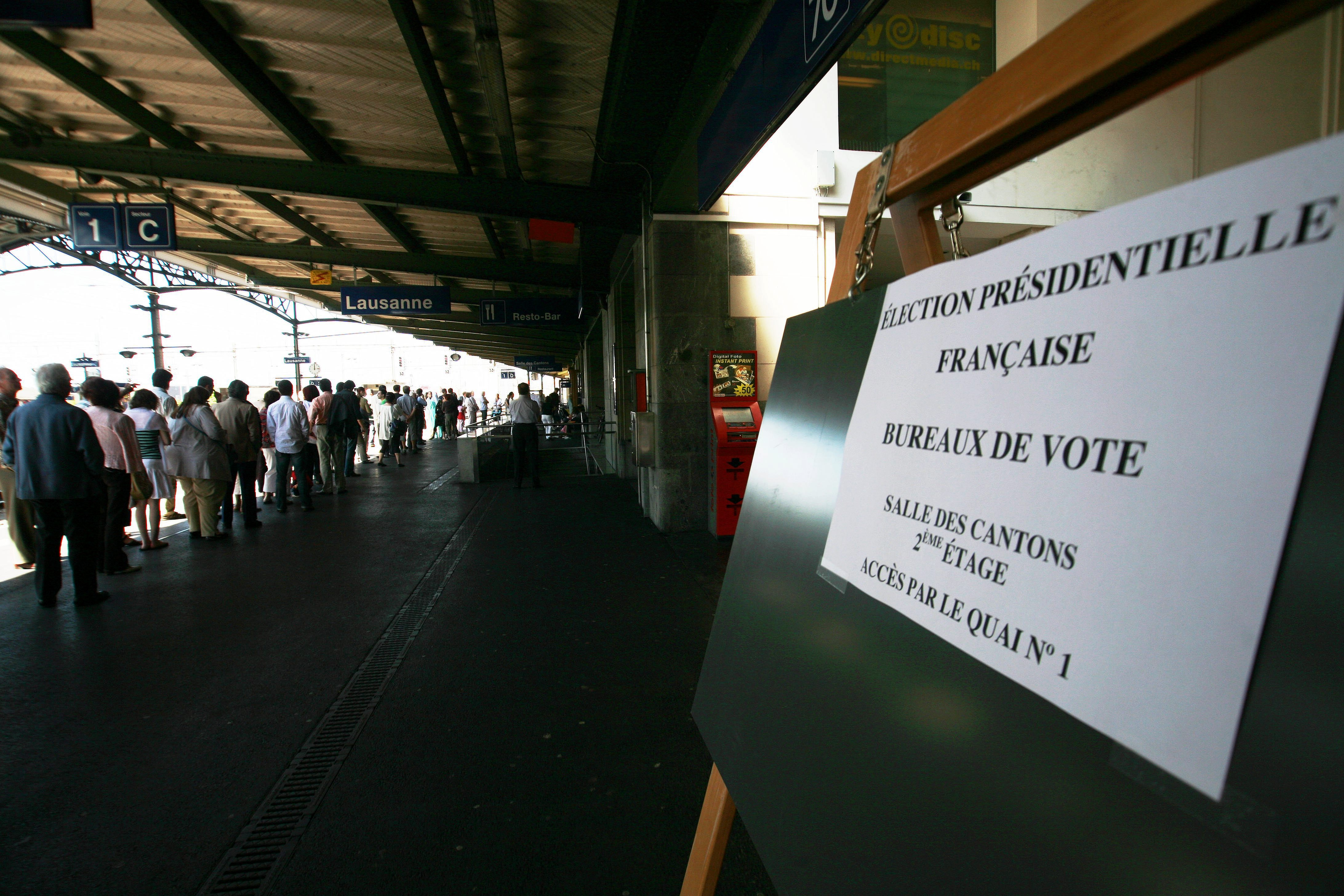
フランス人有権者のエクスパット。2007年の大統領選挙最初のラウンドのためにスイスのローザンヌで待機している。

エクスパットまたはエキスパット（英語: expat、英語: expatriate）とは、自国の外、海外で働くために移動した人たちのことである。 
日本語訳語の駐在員は、母国以外の国に派遣されて居住している人員という意味だが、この用語は一般的な用法では多くの場合、独自にまたは企業、大学、政府、 非政府組織などの雇用主によって海外、国外に滞在する専門家（熟練労働者、またはアーティストなども）を指す。ただし、「expatriate（国外居住者）」という用語はリタイアメント・退職者や、母国以外の国で生活することを選択した人々にも使用される。このことから歴史的に、亡命者にも使用してきた。ずっと住もうと思っている人もいれば、自国に帰るつもりの人もいる。  
伝統的にはヨーロッパ系、白人に対してのみ使われていたが、近年他の人たちに使われることも、見られるようになってきている。 
ヨーロッパ系ではない人、有色人種には移民や移住労働者、外国人労働者という言葉が使われてきた。移民の場合は、永住する意図を持っている。

## 語源
駐在員 ： 
- 「母国以外に住んでいる人」（オックスフォード）、 または
- 「外国に住んでいる人」（ウェブスター）。 

移住者 ： 
- 「仕事またはより良い生活条件を見つけるためにある場所から別の場所に移動する人」（オックスフォード）、 または
- 「移動する人：特に作物収穫で仕事を見つけるために定期的に移動する人」（ウェブスター） 

または
移民
- 「外国に永住する人」（オックスフォード）、 または
- 「移住者：例：永住するために国に来る人（ウェブスター）。 

## 歴史

### 海外居住者の世界的な分布
政府による国勢調査がないため、世界の海外駐在員の数を把握することは困難である。市場調査会社フィナコードは、2017年のその数を6,620万人と推定した。

2013年、国連は世界人口の3.2%に相当する 2億3,200万人が母国外に住んでいると推定した。

国連によると、2019年の時点で、世界中の国際移民の数は推定2億7,200万人に達しており、これは世界人口の3.5％に相当する。

## ビジネス駐在員

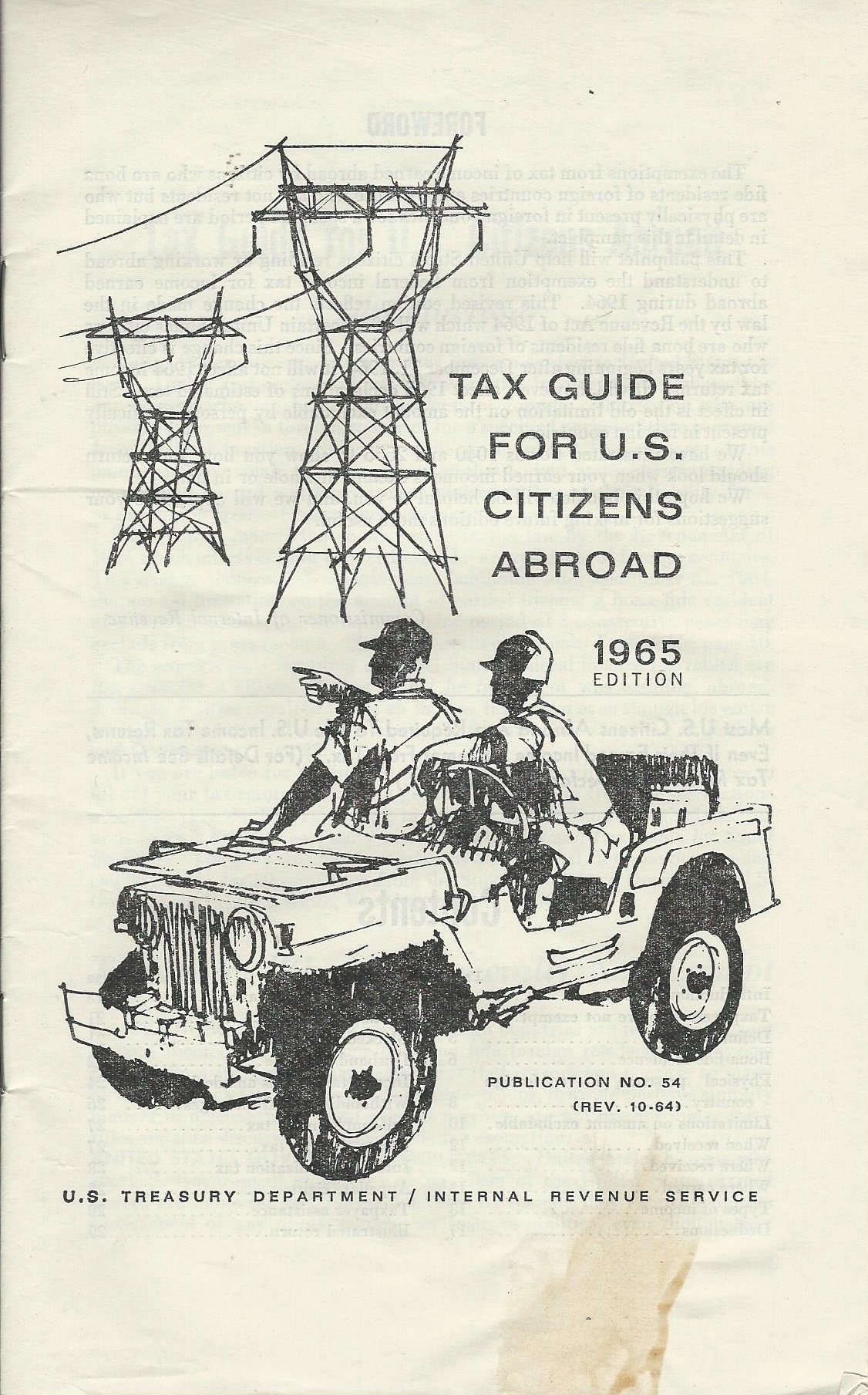
1965年に海外に住むアメリカ人のために発行された32ページのIRS出版物。外国での生活の複雑さの中で長い間、税金の支払いを含む財政の管理があった。